# Tales Cotta
Tales Cotta (Minas Gerais, Brasil; 1992-São Paulo, Brasil; 27 de abril de 2019) fue un modelo brasileño.

## Carrera
Nació en un hogar que integró junto con su hermana menor Alexandra Soares. Una vez que se graduó de profesor de Educación Física, se mudó a San Pablo para perseguir su sueño de ser modelo.
Fue un reconocido modelo de la agencia Base MGE, donde llegó tras ser descubierto en 2011 en Minas Gerais por el agente Faelo Ribeiro, quien recordó que el joven sufrió rechazos por su 1,78 m de estatura, una medida baja para los estándares de la moda masculina.
Participó en varios desfiles, como el de la Semana de la Moda de Sao Paulo, de la que participó en tres oportunidades, y fue modelo de prestigiosas marcas como Calvin Klein, Harper's Bazaar y Adidas.

## Fallecimiento
Estaba desfilando la noche del sábado 27 de abril de 2019 para la marca Ocksa, durante la jornada de clausura en el marco del último día de la 47.ª exposición de moda “Sao Paulo Fashion Week”, cuando comenzó a tambalearse y finalmente terminó en el suelo, inconsciente. Fue atendido de inmediato en la pasarela y llevado de urgencia a un hospital cercano, pero murió poco después, cuando era evaluado por los médicos. Los detalles del documento obtenido por el medio brasileño G1  sugieren que Soares, de 26 años, tenía una enfermedad cardíaca subyacente.
Trágicamente, la enfermedad permaneció sin ser detectada durante su corta vida y esto progresó a un edema pulmonar agudo,—una acumulación de líquido en los pulmones—que lo mató.
«Él mantenía una dieta saludable (era vegetariano), no usaba sustancias ilícitas y estaba en plenas condiciones para participar del desfile», agregó la compañía.